# William Addison (4e vicomte Addison)
Pour les articles homonymes, voir Addison, William Addison et Will Addison.
William Matthew Wand Addison, 4e vicomte Addison (né le 13 juin 1945), est un pair britannique. 

## Biographie
Fils de Michael Addison (3e vicomte Addison), il accède à la vicomté à la mort de son père en 1992.
Il fait ses études à la Westminster School et à la King's School de Bruton.
À la Chambre des lords, le vicomte Addison siège en tant que pair conservateur jusqu'à ce que la loi de 1999 sur la Chambre des lords supprime son droit automatique de siéger à la Chambre. Il se présente aux élections pour continuer à siéger comme pair héréditaire élu. Cependant, il termine 47e parmi les pairs conservateurs (un total de 42 pairs conservateurs sont élus). Il se présente lors d'élections partielles ultérieures pour être élu à la Chambre, mais à ce jour, sans succès.
Le 10 octobre 1970, il épouse Joanna Mary Dickinson, avec qui il a :
- Sarah Louise Addison (née en 1971)
- Paul Wand Addison (né en 1973)
- Caroline Amy Addison (née en 1979)